# Strada nazionale 62 Flaminia
La strada nazionale 62 Flaminia era una strada nazionale del Regno d'Italia, che congiungeva Roma a Fano, ricalcando il tracciato dell'antica Via Flaminia.
Venne istituita nel 1923 con il percorso "Roma - Civitacastellana - Terni - Spoleto - Foligno - Stazione ferroviaria di Fossato di Vico - Cagli - Calmazzo - Fano".
Nel 1928, in seguito all'istituzione dell'Azienda Autonoma Statale della Strada (AASS) e alla contemporanea ridefinizione della rete stradale nazionale, il suo tracciato costituì l'intera strada statale 3 Via Flaminia.